# Campeonato Mundial de Atletismo de 2013 - Salto em distância masculino
O salto em distância masculino do Campeonato Mundial de Atletismo de 2013 ocorreu entre 14 e  16 de agosto no Estádio Lujniki, em Moscou.

## Recorde
Antes desta competição, os recordes mundiais e do campeonato nesta prova eram os seguintes:
| Tipo                  | Atleta      | Distância | Local  | Data                 | Ref |
| --------------------- | ----------- | --------- | ------ | -------------------- | --- |
|                       | Mike Powell | 8.95      | Tóquio | 30 de agosto de 1991 | ver |
| Recorde do campeonato | Mike Powell | 8.95      | Tóquio | 30 de agosto de 1991 | ver |

## Medalhistas
| Ouro                   | Prata                  | Bronze            |
| Aleksandr Menkov (RUS) | Ignisious Gaisah (NED) | Luis Rivera (MEX) |

## Cronograma
| Data         | Hora  | Evento        |
| ------------ | ----- | ------------- |
| 14 de agosto | 10:25 | Primeira fase |
| 16 de agosto | 19:30 | Final         |

## Resultados

### Primeira fase
Qualificação: Desempenho de qualificação 8,10 m (Q) ou pelo menos 12 melhores (q) avançam para a final. 
| Classificação | Grupo | Nome                    | Nacionalidade  | 1ª prova | 2ª prova | 3ª prova | Marca | Nota  |
| ------------- | ----- | ----------------------- | -------------- | -------- | -------- | -------- | ----- | ----- |
| 1             | B     | Eusebio Cáceres         | Espanha        | 8,25     |          |          | 8,25  | Q     |
| 2             | B     | Godfrey Khotso Mokoena  | África do Sul  | 7,68     | 7,96     | 8,16     | 8,16  | Q     |
| 3             | B     | Aleksandr Men'kov       | Rússia         | 7,95     | x        | 8,11     | 8,11  | Q     |
| 4             | A     | Christian Reif          | Alemanha       | 8,09     |          |          | 8,09  | q     |
| 5             | A     | Luis Rivera             | México         | 7,78     | x        | 8,04     | 8,04  | q     |
| 6             | B     | Louis Tsatoumas         | Grécia         | x        | x        | 8,00     | 8,00  | q     |
| 7             | A     | Damar Forbes            | Jamaica        | 7,77     | x        | 7,96     | 7,96  | q     |
| 8             | A     | Li Jinzhe               | China          | x        | 7,70     | 7,96     | 7,96  | q     |
| 9             | B     | Dwight Phillips         | Estados Unidos | 7,95     | 7,73     | 7,73     | 7,95  | q, SB |
| 10            | A     | Sebastian Bayer         | Alemanha       | 7,95     | x        | x        | 7,95  | q     |
| 11            | A     | Mauro Vinícius da Silva | Brasil         | 7,81     | 7,92     | x        | 7,92  | q     |
| 12            | B     | Ignisious Gaisah        | Países Baixos  | 7,89     | 7,85     | 7,78     | 7,89  | q     |
| 13            | A     | Tyrone Smith            | Bermudas       | 7,89     | 7,72     | 7,41     | 7,89  |       |
| 14            | A     | Greg Rutherford         | Grã-Bretanha   | 7,81     | 7,57     | 7,87     | 7,87  |       |
| 15            | A     | Sergey Polyanskiy       | Rússia         | 7,82     | 6,86     | x        | 7,82  |       |
| 16            | B     | Marcos Chuva            | Portugal       | x        | x        | 7,82     | 7,82  |       |
| 17            | A     | Zarck Visser            | África do Sul  | 7,78     | x        | 7,79     | 7,79  |       |
| 18            | B     | Alyn Camara             | Alemanha       | 7,77     | x        | x        | 7,77  |       |
| 19            | A     | Michel Tornéus          | Suécia         | 7,75     | 7,71     | x        | 7,75  |       |
| 20            | A     | George Kitchens         | Estados Unidos | 7,75     | 7,56     | 7,63     | 7,75  |       |
| 21            | B     | Salim Sdiri             | França         | 7,64     | 7,55     | 6,36     | 7,64  |       |
| 22            | B     | Ndiss Kaba Badji        | Senegal        | 7,59     | 7,62     | 7,61     | 7,62  |       |
| 23            | B     | Wang Jianan             | China          | 7,59     | 7,57     | 7,57     | 7,59  |       |
| 24            | A     | Izmir Smajlaj           | Albânia        | 7,55     | x        | 7,25     | 7,55  | PB    |
| 25            | B     | Adrian Vasile           | Roménia        | 7,32     | 7,52     | 7,21     | 7,52  |       |
| 26            | A     | Konstantin Safronov     | Cazaquistão    | 7,47     | 7,34     | x        | 7,47  |       |
| 27            | B     | Marquis Dendy           | Estados Unidos | 6,43     | 7,21     | 7,36     | 7,36  |       |
| 28            | A     | Quincy Breell           | Aruba          | 7,10     | x        | x        | 7,10  |       |
| 29 !          | B     | Fabrice Lapierre        | Austrália      | x        | x        | x        | NM    |       |

### Final
A final foi iniciada as 19:30. 
| Classificação     | Nome                    | Nacionalidade  | 1ª prova | 2ª prova | 3ª prova | 4ª prova | 5ª prova | 6ª prova | Marca | Nota   |
| ----------------- | ----------------------- | -------------- | -------- | -------- | -------- | -------- | -------- | -------- | ----- | ------ |
| Medalha de ouro   | Aleksandr Menkov        | Rússia         | 8,14     | 7,96     | 8,52     | 8,43     | 8,56     | x        | 8,56  | WL, NR |
| Medalha de prata  | Ignisious Gaisah        | Países Baixos  | 8,09     | 8,15     | 8,17     | 8,29     | x        | 8,16     | 8,29  | NR     |
| Medalha de bronze | Luis Rivera             | México         | 7,92     | 8,16     | 8,17     | 8,03     | 8,27     | x        | 8,27  |        |
| 4                 | Eusebio Cáceres         | Espanha        | 8,09     | 8,25     | 8,17     | x        | 8,26     | 8,20     | 8,26  |        |
| 5                 | Mauro Vinícius da Silva | Brasil         | x        | x        | 8,09     | 8,05     | 8,23     | 8,24     | 8,24  |        |
| 6                 | Christian Reif          | Alemanha       | 8,18     | x        | 8,22     | 8,12     | 8,12     | 7,96     | 8,22  |        |
| 7                 | Godfrey Khotso Mokoena  | África do Sul  | 8,00     | 7,91     | 7,87     | 7,93     | 8,01     | 8,10     | 8,10  |        |
| 8                 | Damar Forbes            | Jamaica        | 8,02     | 7,89     | x        | x        | 8,00     | x        | 8,02  |        |
| 9                 | Sebastian Bayer         | Alemanha       | 7,98     | x        | 7,92     |          |          |          | 7,98  |        |
| 10                | Louis Tsatoumas         | Grécia         | x        | x        | 7,98     |          |          |          | 7,98  |        |
| 11                | Dwight Phillips         | Estados Unidos | x        | 7,87     | 7,88     |          |          |          | 7,88  |        |
| 12                | Li Jinzhe               | China          | 7,79     | 7,70     | 7,86     |          |          |          | 7,86  |        |

Legenda
| Recorde mundial       | Recorde mundial (World record)               |                       | Recorde africano                      | Recorde africano (African) |                                           | Q | Classificado por posição (Qualified) |
| Recorde do campeonato | Recorde do campeonato (Championship record)  | Recorde da América    | Recorde da América (Americas)         | q                          | Classificado por melhor tempo (Qualified) |   |                                      |
| Melhor marca do ano   | Melhor marca do ano (World leading)          | Recorde asiático      | Recorde asiático (Asian)              | DNS                        | Não largou (Did not start)                |   |                                      |
| Recorde nacional      | Recorde nacional (National record)           | Recorde europeu       | Recorde europeu (European)            | DNF                        | Não terminou (Did not finish)             |   |                                      |
| Recorde pessoal       | Recorde pessoal do atleta (Personal best)    | Recorde da Oceania    | Recorde da Oceania (Oceania)          | DSQ / DQ                   | Desclassificado (Disqualified)            |   |                                      |
| Recorde da temporada  | Recorde da temporada do atleta (Season best) | Recorde sul-americano | Recorde sul-americano (South America) | NM                         | Sem marca (No mark)                       |   |                                      |